# بردشاو (مریلند)
بردشاو (به انگلیسی: Bradshaw) یک منطقهٔ مسکونی در ایالات متحده آمریکا است که در شهرستان بالتیمور، مریلند واقع شده‌است.